# 鄭義 (洪武進士)
鄭義（？—？），福建福州府闽清县人，明朝政治人物。

## 生平
洪武十七年，福建甲子乡试中舉。洪武二十一年（1388年），登戊辰科會試中進士，升任秦府纪善。